# John Beazley
John Davidson Beazley, CH (13 de septiembre de 1885 – 6 de mayo de 1970) fue un profesor universitario de estudios clásicos inglés.
Nacido en Glasgow, Escocia, Beazley estudió en el Balliol College, de la Universidad de Oxford, donde se hizo amigo del poeta James Elroy Flecker. Después de licenciarse en 1907, Beazley trabajó como tutor de Clásicas en el Christ Church de Oxford, y en 1925 se convirtió en Lincoln Professor of Classical Archaeology in Art. 
Se especializó en cerámica griega, concretamente en cerámica de figuras negras y de figuras rojas, y llegó a ser una autoridad mundial en el tema. Adaptó el método iniciado por Giovanni Morelli para identificar la mano (estilo) de talleres y artistas específicos, incluso cuando la pieza no estaba firmada, como ocurría con el Pintor de Berlín al que él identificó por primera vez. Estudió la evolución de la cerámica clásica (piezas mayores y menores) para crear una historia de los talleres y artistas de Atenas. La primera edición inglesa de su libro Attic Red-figure Vase-painters, apareció en 1942. 
Fue nombrado caballero en 1949. En 1954 fue elegido Foreign Honorary Member de la American Academy of Arts and Sciences. Este mismo año contó como alumna a Glòria Trías Rubiés. A este respecto, tras conocer en Barcelona a Brian R. Shefton, Gloria tuvo la oportunidad de trabajar este año en Oxford con él, gracias a la ayuda del British Council, del cual se considerará completamente discípula suya. Allí trabaja en el tema siguiendo las directrices de Beazley y de Shefton, de quienes aprendió la metodología que le permitió clasificar las cerámicas griegas halladas hasta entonces en la península ibérica.
Beazley se jubiló en 1956, pero siguió investigando hasta su muerte. Su archivo personal se encontraba en el Ashmolean Museum, pero en 2007 recibió el nombre de "Classical Art Research Centre" y se trasladó a la Facultad de Clásicas de Oxford. Se creó entonces un sitio web llamado The Beazley Archive. 
John Beazley murió en Oxford, Inglaterra, en 1970.